# Astragalus soxmaniorum
Astragalus soxmaniorum är en ärtväxtart som beskrevs av Cyrus Longworth Lundell. Astragalus soxmaniorum ingår i släktet vedlar, och familjen ärtväxter. Inga underarter finns listade i Catalogue of Life.